# Cerro La Leonera (Yaracuy)
El Cerro La Leonera (10°24′49″N 68°45′25″O / 10.4135, -68.7569) es una formación de montaña ubicada en el corazón del parque nacional Yurubí, Yaracuy, Venezuela. A una altitud de 1.556 m. s. n. m. el Cerro La Leonera es una de las montañas más elevadas en Yaracuy. Su arista se continúa hacia el sur con el Cerro El Zamuro (1.636 m s. n. m.).

## Geografía
El Cerro La Leonera se encuentra en un punto geográfico exclusivo en el extremo este de la Sierra de Aroa al noreste de la ciudad de San Felipe. Debido a la gran incidencia en esta región de los vientos alisios provenientes del hemisferio norte, el clima es consistentemente húmedo con más de 2.000 mm de lluvias anuales. Esta zona de la sierra está siendo preservada oficialmente por la existencia del Parque nacional Yurubí, a diferencia de la región occidental de la sierra.